# 1-أوكتاين
1-أوكتاين هو مركب عضوي هيدروكربوني من الألكاينات، صيغته الكيميائية C8H14، ويوجد على شكل سائل عديم اللون في الشروط القياسية.

## التحضير
يمكن أن يحضر المركب انطلاقاً من 1-أوكتين؛ كما يمكن أن تتم عملية التحضير من تفاعل أسيتيليد الليثيوم مع بروميد 1-الهكسيل.

## الخواص
يوجد 1-أوكتاين في الشروط القياسية على شكل سائل عديم اللون، وهو غير قابل للامتزاج مع الماء.

## الاستخدمات
يستخدم المركب من أجل تحضير ألكيلات البوران.